# 陳基裘
陳基裘（1946年—），在香港新聞及社評中普遍被稱為陳伯或絕食陳伯，是香港的一名著名政治運動參與者，是守護孩子行動的義工成員及創辦人，在反送中運動期間以七十多歲高齡在前線抗爭前聞名。

## 參與反修例運動

### 絕食抗議
為抗議政府無視市民訴求，陳基裘與數名反送中示威者參與「好鄰舍北區教會」的陳凱興發起的「絕食明志」行動，於2019年7月3日起開始在金鐘無限期絕食。7月15日，陳基裘與其他絕食者發起「苦行」，由金鐘海富中心遊行至禮賓府，要求與特首林鄭月娥會面，並要求政府回應市民訴求，有2400市民響應參與。至晚上11時，陳基裘身體欠佳，被醫生建議回到金鐘，行動結束。7月22日，陳基裘和陳凱興等多名絕食者宣布結束為期19日的絕食行動。

### 多次被粗暴對待
2019年9月21日，守護孩子著名成員，73歲的「絕食陳伯」陳基裘在元朗鳳攸東街力勸警察停止向學生使用武力，期間被警察速龍小隊大力推倒在地，並近距離朝面部噴胡椒噴霧，輿論均擔心古稀之年的陳伯會嚴重受傷。
2020年元旦日的遊行中，大批市民被捕，包括守護孩子成員。陳伯在訪問中表示香港警察濫捕，又痛心自己無力改變局面。
2020年1月6日，陳伯在新都廣場外等候巴士，期間遭警察驅趕。有防暴警員以胡椒噴霧近距離指向他的眼部作出威脅。